# Esperidião Amin
Esperidião Amin Helou Filho (Florianópolis, 21 de diciembre de 1947) es un político brasileño. Fue senador entre 1991 y 1999 además de presidente nacional del Partido Progresista (antiguo PDS). Estudió Administración en la Escuela Superior de Administración y Gerencia, y Derecho en la Universidad Federal de Santa Catarina, donde actualmente es profesor titular en la asignatura de Administración. Está casado con la también política y diputada federal Ângela Amin, con la que tiene tres hijos.
Ha sido por dos veces gobernador del estado de Santa Catarina y también alcalde de Florianópolis por dos ocasiones: entre 1975 y 1978, nombrado por el gobierno militar, y después ya por voto directo entre 1988 y 1990. Como líder del PDS apoyó la candidatura a la presidencia de Fernando Collor en la segunda vuelta de 1989. En 1994 el propio Amin concurrió a las elecciones presidenciales siendo el sexto candidato más votado por detrás de Cardoso, Lula, Enéas Carneiro, Orestes Quércia y Leonel Brizola. En 1998 fue elegido gobernador de Santa Catarina. Cuatro años después intentó la reelección pero fue derrotado por Luiz Henrique da Silveira en la segunda vuelta pese a haber sido el más votado en la primera votación.
En 2006 de nuevo fue candidato a gobernador en Santa Catarina, perdiendo, por segunda vez consecutiva, en la segunda vuelta contra da Henrique da Silveira. Consiguió 1.511.916 votos en la segunda vuelta, el 47,29% de los votos. En 2008 se presentó a alcalde de Florianópolis, pero también fue derrotado, esta vez por Dário Berger que obtuvo el 57,68% de los votos por solo el 43,32% de Amin.